# امیلی اسپایوی
امیلی اسپایوی (انگلیسی: Emily Spivey؛ زادهٔ ۲۹ سپتامبر ۱۹۷۱) نویسنده، تهیه‌کننده و بازیگر اهل ایالات متحده آمریکا است. وی از سال ۲۰۰۰ میلادی تاکنون مشغول فعالیت بوده‌است.
وی همچنین برندهٔ جوایزی همچون جوایز امی ساعات پربیننده و جایزه انجمن نویسندگان آمریکا شده‌است.